# Deraldo Marques
Luis Deraldo Marques da Silva es un futbolista brasileño. 
En México, vistió la camiseta de los Leones Negros de la Universidad de Guadalajara, únicamente por la temporada 1993-1994, donde anotó en 3 ocasiones en 14 partidos. 

## Clubs
- Leones Negros de la Universidad de Guadalajara (1993 - 1994)